# Natalla Awieryna
Natalla Hieorhijeuna Awieryna (biał. Наталля Георгіеўна Аверына, ros. Наталия Георгиевна Аверина, Natalija Gieorgijewna Awierina; ur. 18 października 1942 w Taszkencie) – radziecka i białoruska biolożka, doktor nauk biologicznych.

## Życiorys
Urodziła się 18 października 1942 roku w Taszkencie, w Uzbeckiej SRR, ZSRR. W 1966 roku ukończyła Białoruski Uniwersytet Państwowy im. Lenina. Od 1961 roku pracowała w Instytucie Fotobiologii Narodowej Akademii Nauk Białorusi. W 1991 roku uzyskała stopień doktora nauk biologicznych (odpowiednik polskiego stopnia doktora habilitowanego).

## Prace
Natalla Awieryna jest autorką prac naukowych z zakresu biofizyki molekularnej i biochemii membran fotosyntetycznych, biogenezy aparatu fotosyntetycznego i jego regulacji. Jedną z jej prac jest:
- (we współautorstwie): Biogieniez pigmientnogo apparata fotosintieza. Mińsk: 1988. (ros.). Brak numerów stron w książce[1].